# Hollandale, Mississippi
Hollandale är en ort i Washington County i Mississippi. Vid 2010 års folkräkning hade Hollandale 2 702 invånare.

## Kända personer från Hollandale
- Ulis Williams, friidrottare